# هنری چیپندیل
هنری چیپندیل (به انگلیسی: Henry Chippendale) بازیکن فوتبال زادهٔ ۲ اکتبر ۱۸۷۰ اهل انگلستان بود که سابقهٔ بازی در تیم ملی فوتبال انگلستان را در کارنامهٔ خود دارد. وی در تاریخ ۳ مارس ۱۸۹۴ تنها بازی ملی خود را در مقابل تیم ملی فوتبال ایرلند انجام داد.